# 前田政二
前田 政二（まえだ せいじ、1965年2月23日 - ）は、大阪府交野市出身の放送作家・タレント。吉本総合芸能学院（NSC）1期生。吉本興業所属。本名：前田 浩章。

## 来歴
高校中退後、1982年4月、吉本総合芸能学院（NSC）1期生として入学。当初はピンだったが、同期生の菅野銀次と共に「銀次・政二」を結成する。NSC在学中にはフジテレビの『笑ってる場合ですよ!』のワンコーナー「お笑い君こそスターだ!」に出場し、5週勝ち抜きグランドチャンピオンに輝き、デビュー間もない頃からテレビなどで活動していたが、コンビの不仲が原因で1984年11月に解散する。
解散後は、芸名を「政二」から「前田政二」に改名し吉本新喜劇（主に間寛平主演の舞台）に出演していた。その時期に明石家さんまの舞台にも出演していた縁もあり、フジテレビの人気番組『オレたちひょうきん族』（フジテレビ）のコーナー「何人トリオ」のメンバーに選ばれ、村上ショージ、Mr.オクレと共に人気を獲得した。
『オレたちひょうきん族』終了後、銀次・政二を再結成しようと太田プロダクションへ移籍したが失敗し、「前田大地」と改名したりと試行錯誤していたが、再び吉本興業に戻り、放送作家やNSCの講師として現在も活動している。

## エピソード
- 大阪NSC1期生ゆえにNSCに深い思い入れがある。入学当時話題になった同期のトミーズ雅の新聞切り抜きの記事をスクラップしている。ダウンタウンやハイヒール、トミーズとは非常に仲が良かったらしく（本人談）、ダウンタウンと共にハイヒール・リンゴの夜逃げの手伝いをしたこともある[注 1]。特に浜田雅功とは親友で、浜田が一人暮らしを始めるまでは前田の下宿に「週に6日泊まりにきていた」ほど仲が良かった[注 2]。現在[いつ?]も交友は続いており、『ごぶごぶ』（毎日放送）では東野幸治に「（浜田が前田と）定期的に遊ぶ機会をつくるために関西ローカル番組を始めた」と何度もネタにされている。松本人志とも『人志松本のすべらない話』（フジテレビ）で再び共演した。
- 同じNSC同期では、内場勝則が主演をする新喜劇の台本も担当していた。
- 芸名「政二」の由来は八尾の任侠・朝吉を主人公とした映画『悪名』に登場する清次が由来[1]。
- 銀次とのコンビ解散については、現在[いつ?]でも悔いが残っているという。著書やインタビューでは「釈明は出来るだろうか」と前置きして、解散までの経緯や当時の自分が若くて相方の欠点ばかりが目に付いたことなど、複雑な心情を吐露している。銀次はコンビ解散後、太平サブロー・シローに弟子入りしたが、2年後に吉本を辞めた。政二はその後も銀次と連絡を取ろうとしたが一切音信不通であり、現在[いつ?]どこで何をしているのかも分からないらしい。著書『ノーブランド』発表の際はインタビューで「どこかで銀次が読んでくれることを願っています」と語っている。
- 30歳を過ぎた頃から喘息を患い、薬の副作用で激太りする。

## 出演

### テレビ
- ヤングプラザ（朝日放送/関西ローカル）
- オレたちひょうきん族（1985年 ‐ 1989年、フジテレビ）
- もしかして花月（1985年 ‐ 1986年、朝日放送）
- さんまの駐在さん（1985年 ‐ 1986年、朝日放送）
- さんまのゴメンねわがままで（1986年、テレビ朝日）
- 河田町プッツン意思表示（1986年9月9日、フジテレビ「火曜ワイドスペシャル」枠）
ダウンタウンと共にコントを披露した。
- 女事件記者立花圭子「第4話」（1992年、テレビ朝日）
- テレ遊びパフォー!（NHK総合）
お笑いコーナー、漫才虎の穴で「マスター前田」として出演。
- 人志松本のすべらない話 ザ・ゴールデンSP5（2009年6月27日、フジテレビ）
- リンカーン 春の2時間SP（2010年4月6日、TBSテレビ） 芸人ルーツの旅

### 映画
- クレイジー・コップ 捜査はせん!（1995年）

### CM
- さんまの名探偵（ファミリーコンピュータ、1987年）
島田紳助・西川のりお・村上ショージ・太平サブロー・シロー・圭・修も出演。

## 放送作家としての担当番組
- M-1グランプリ（朝日放送）
- ナンバ壱番館（朝日放送）
- HAMASHO（よみうりテレビ）
- 浜ちゃんと!（よみうりテレビ）
- 浜ちゃんが!（よみうりテレビ）
- おじょママ!F（関西テレビ）
- ごぶごぶ（毎日放送）
- Oh!どや顔サミット (朝日放送) - ブレーンとして

## 著書
- ノーブランド（2012年8月8日、ヨシモトブックス（ワニブックス））ISBN 978-4847090080